# Ordre de Birmanie
L’ordre de Burma (Order of Burma) est un ordre militaire de la Birmanie britannique, institué en 1940 et abandonné en 1948, avec l'indépendance de la Birmanie et la création d'un système honorifique distinct. Il fut alors remplacé par l'ordre birman Pyidaungsu Sithu Thingaha (littéralement, « Ordre de l'Union birmane »)
Les récipiendaires peuvent utiliser les lettres post-nominales « OB ».